# Latvijas Vēstnesis
«Latvijas Vēstnesis» (с латыш. — «Латвийский вестник») — латвийское официальное интернет-издание, принадлежит одноимённому государственному обществу с ограниченной ответственностью (латыш. Valsts sabiedrība ar ierobežotu atbildību "Latvijas Vēstnesis"). Держателем государственной части капитала является министерство юстиции. При этом издание не получает бюджетного финансирования: его доходы формируются из оплаты за публикуемые заявления, отчёты и объявления.

## Провозглашённые изданием цели и ценности
Девиз издания: «У каждого есть право знать свои права» (латыш. "Ikvienam ir tiesības zināt savas tiesības") — статья 90 Конституции Латвийской Республики.
Цель: Обеспечить обнародование и доступность официальной государственной информации. «Latvijas Vēstnesis» реализует обмен идеями между государством и обществом и способствует развитию гражданского общества.
Ценности
- командная работа — общие цели и совместная работа в их достижении, активная и своевременная коммуникация;
- квалифицированные, профессиональные, ответственные и лояльные сотрудники;
- открытость для новых идей и их решений — позитивные амбиции;
- ответственность перед организацией и обществом;
- объективная, этичная, политически нейтральная деятельность[6].

## История
Издание основано правительством Латвии 2 февраля 1993 года, на основании решения Совета министров Латвии № 47 «Par valsts uzņēmuma „Latvijas Vēstnesis“ nodibināšanu». Согласно этому документу, основной деятельностью государственной компании «Latvijas Vēstnesis» является выпуск официального периодического издания Латвийской Республики, с целью публикации законов Латвии, постановлений Кабинета министров и других нормативных актов. Отражение работы органов государственной власти, административных органов и органов самоуправления. Публикация нормативных актов и официальных заявлений данных органов, публикация заявлений судов и приватизационных учреждений..
25 февраля 1993 вышел первый номер печатного издания. В течение 19 лет значимая государственная информация подавалась обществу в печатном виде: за всё время вышло в свет около 5000 номеров печатного издания «Латвийский вестник».
8 июня 1994 года Сеймом Латвийской Республики был принят закон «Об обнародовании, публикации, порядке вступления в силу и действительности законов и других принятых Сеймом, президентом и кабинетом министров актов» (латыш. Par likumu un citu Saeimas, Valsts prezidenta un Ministru kabineta pieņemto aktu izsludināšanas, publicēšanas, spēkā stāšanās kārtību un spēkā esamību), который вступил в силу со 2 июля 1994 года. В этом законе устанавливалось, что публикации в «Латвийском вестнике» являются официальными.
27 сентября 1996 года у издания появился сайт.
1 мая 2004 года, в целях обеспечения законодательной базы для полноценного участия Латвии в Европейском Союзе, «Латвийский вестник» выходит на 316 страницах формата А3. Опубликованы 18 законов и более ста положений кабинета министров. Издание весило 842 грамма.
1 января 2007 года электронная версия «Латвийского вестника» становится бесплатной для читателей.
13 июля 2009 года издание «Латвийского вестника» достигает нового рекорда по объёму и весу. Номер газеты состоял из 640 страниц и весил 1555 граммов. В газете был опубликован только один документ — «О приложении № 2 к соглашению о международном (железнодорожном) грузовом сообщении», на латышском и русском языках.
15 сентября 2011 года в Риге проходит восьмой слёт форума официальных издателей Европы (англ. European Forum of Official Gazettes). Тема слёта: «Официальная публикация как завершающая часть законодательного процесса: юридические и технические аспекты». Эту встречу организует «Латвийский вестник» совместно с министерством юстиции Латвии.

31 мая 2012 года Сеймом Латвийской Республики был принят закон «Об официальных публикациях и судебной информации» (латыш. Oficiālo publikāciju un tiesiskās informācijas likums), который вступал в силу с 1 июля 2012 года. Подпункт первый второго пункта прямо касался издания «Латвийский вестник»: 
Официальное издание «Латвийский вестник» (далее — официальное издание) является официальным изданием Латвийской Республики, опубликованная в нём информация является официальной публикацией. Информацию в официальном издании публикуют в электронном виде на сайте www.vestnesis.lv, в порядке, предусмотренном этим законом и другими нормативными актами.
В этой связи был объявлен переходный период: с 29 июня 2012 до 25 февраля 2013 года газета издавалась как в печатном виде, так и в виде интернет-издания. Пилотный номер, в котором электронный контент имел статус официальной публикации, вышел в свет 3 июля 2012 года.

## Современные факты
- В настоящее время «Latvijas Vēstnesis» представляет собой интернет-издание, которое доступно только в электронном виде на официальном сайте. По запросу, официальный издатель может за отдельную плату изготовить заверенные выписки в бумажном варианте, но подобные выписки имеют только информативный характер[13].
- Язык публикаций — латышский.
- Сайт официального издания образуют два тематических блога[14]:

Законодательные акты. Структурированы на разделы, в которых сгруппированы по издателю и типу.
Пример: Раздел — учреждения; Издатель — Банк Латвии; Тип — распоряжения.
Официальные сообщения (объявления). Структурированы на тематические группы и подгруппы.
Пример: Группа — Новости коммерческого регистра; Подгруппа — ликвидированные предприятия.
- Несмотря на то, что «Латвийский вестник» является интернет-изданием, оно выходит в свет отдельными выпусками, как периодическое издание (выходит ежедневно, с понедельника по пятницу). Каждый выпуск имеет свой номер и дату выхода.
- «Latvijas Vēstnesis» является монополистом в своей области на территории Латвии, и многие предприниматели считают цены на публикации официальных объявлений значительно завышенными[15].